# セルモーター

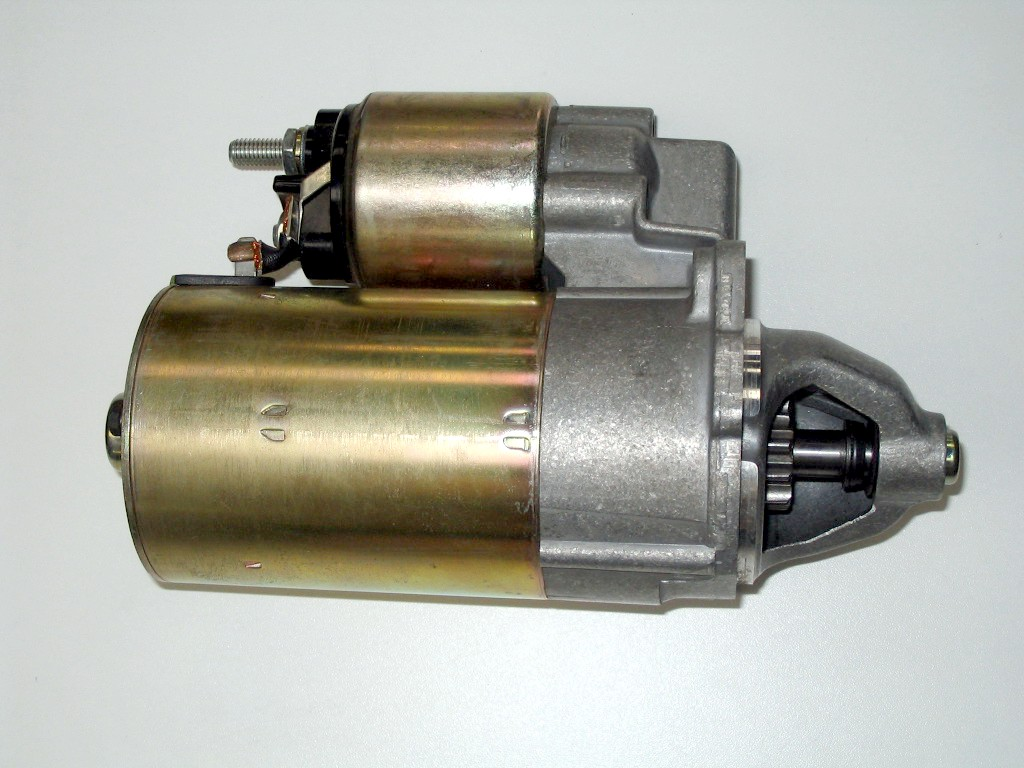
一般的な自動車用セルモーター

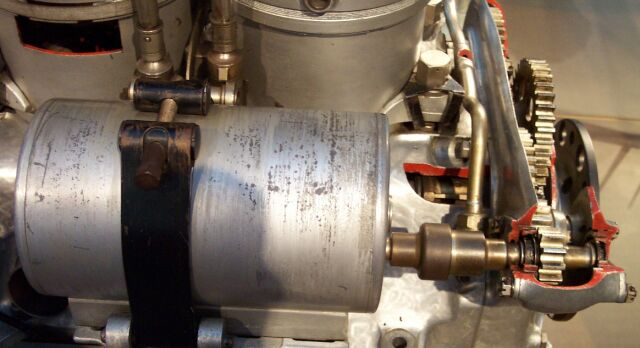
1920年代の"era self-starter"

セルモーター（またはセルスターター、英: starter, self starter, starter motor）は、自動車や発電機などで使われる内燃機関（エンジン）を始動させるためのモーター（電動機）である。
セルモーターという呼び方は和製英語である。1942年（昭和17年）3月発売の「2602年型トヨタトラック」（トヨタ・KB型トラック）のカタログ（3ページ）には、「スターチング・モーター」、同カタログの仕様書（16ページ）には「足踏式起動電動機」と記されており、この時代の消費者向けの印刷物には「セルモーター」という用語が使われていなかったことがわかる。「セルスターター」は、モーターの駆動に電池（cell）を利用することから「cell starter」と呼んだという説と、英語の self starter から来ているという説がある。
国内自動車メーカーでは部品名称として、トヨタ自動車、ダイハツ工業、三菱自動車工業がスタータ、マツダがスターター、SUBARUがスタータモータ、日産自動車、本田技研工業がスターターモーター、スズキがスターティングモータと称している。末尾の「ー」（長音符）の省略は、「お役所言葉」が慣例になったものと推測される。

## 解説
内燃機関の吸気・圧縮行程は、運転中はフライホイールの慣性力を利用して行われる。しかし始動時にはこの力が働いていないため、外部から回転力を得なければ吸気・圧縮行程を始めることができない。セルモーターは始動のきっかけとなる回転を与える手段の1つであり、内燃機関を利用した機械に広く普及している機構である。イグニッションキーやエンジンスターターボタンといったスイッチの操作により、バッテリーなどを電源として動作する。
セルモーターは、エンジンの圧縮行程で発生する抗力に打ち勝って十分な速度で回転させるだけの強力なトルクを生みだす。セルモーターの主要部は直流電力によって動作する電磁石界磁形整流子電動機で、多くは直巻整流子電動機が採用され、少数ながら複巻整流子電動機が採用される。
自動車用エンジンで一般的な「リダクション式スターターモーター」の場合、スターターモーターのトルクはギアセットによって減速（リダクション）して増大され、その動力を伝えるスターターピニオン（小歯車）はモーターのスイッチが入れられた際にのみスターターソレノイドによって軸方向にスライドし（飛び出し）、エンジンのクランクシャフトに取り付けられたスターターリングギア（大歯車）に噛み合い、クランキングを始める。スターターピニオンにはスタータークラッチと呼ばれるワンウェイクラッチが組み込まれており、エンジン始動後にリングギアの回転がセルモーターに伝達しないようになっている。
スターターモーターに加え、これらのリダクションギア、スターターピニオン、スターターソレノイド、スタータークラッチまでを含め、セルモーターASSYと呼ぶことが多い。

## セルモーター以外の始動方法
セルモーターが実用化される以前はエンジンを人力や巻き上げばねで回転させて始動をおこなっていた。また、1930年代から1940年代にかけて、装甲戦闘車両や軍用機ではコルダイトの爆発力で始動する「コフマン・エンジンスターターが用いられていた。
最も一般的な人力スターターは、自動車では車外からエンジンのクランクシャフトまたはクランクプーリーにクランク状のスターティング・ハンドルを接続して回す方法である。現在でも、オートバイや可搬式発電機などのうち、排気量が小さなエンジンでは人力でも始動が比較的容易であることから、重量とコストが増えるセルモーターを採用せず、バッテリーも不要なキックスターターやリコイルスターターを採用している場合がある。また、競技用の自動車やボートなどでは、エンジンの始動時にのみ必要なセルモーターは、走行中の操縦性や運動性に不利な影響を及ぼす重量物として搭載されない場合が多く、人力を用いた始動方法のほか、フォーミュラカーなどでは車体外部からスターターモーターユニットを接続して始動する。また、エアツールを応用した圧縮空気やタイヤ充填用の窒素ガスを利用して始動する方法もある。クラッチを持たないレーシングカートでは人力や他の車両で押して、車輪からエンジンに伝わるトルク（バックトルク）で始動させる押しがけと呼ばれる方法が用いられる。
気筒数が多く排気量も大きい航空用エンジンや、圧縮比が非常に高いディーゼルエンジンでは、スターティング・ハンドルでイナーシャまたはエナーシャと呼ばれるはずみ車を回し、十分な回転が得られてからクラッチでエンジンにつないで始動する。
マツダは i-stop の前段階の技術として、ガソリン直噴エンジンとの組み合わせで、スマート アイドル ストップ システム（SISS）と呼ぶスターターモーターのみに頼らないエンジン再始動方法を研究していた。アイドリングストップの際、事前にピストンの停止位置を再始動のために最適な位置にコントロールし、各シリンダーの吸入空気量を精密に制御し、エンジンを再始動させる前に着火に最適なシリンダーを判別し、ピストン停止状態から燃料を噴射し、スターターモーターでアシストすることで再始動を行う。これによりAT車の場合で、再始動にかかる時間を従来のスターターモーター式アイドリングストップシステムのおよそ半分となる0.35秒を実現した。

## 自動車用の実用化
最初の電気式スターターは、1896年にイングランドのイースト・ペッカムで電気技師を営む H・J・ダウジングによって製造されたベンツ・ヴェロの改造車であるアーノルドに搭載された。
その後、1903年にアメリカ合衆国ニューヨーク市で、発明家のクライド・J・コールマンが「自動車用電気式スターター」として米国特許（番号745,157）を取得したが、この時点でも実用化はされなかった。
本格的な実用化はキャデラック社の創業者であるヘンリー・リーランドの要望が元になったとするのが通説である。リーランドの自動車製造業界での友人であったバイロン・J・カーターは、路傍でキャディラック製自動車のエンジンを始動できずに困っていた女性ドライバーに代わってクランク棒の操作を行ったところキックバックを受けて重傷を負い、これが遠因となり1908年に亡くなった。リーランドは自社製品で友人を死なせた事態を哀しみ、クランク棒に代わるエンジン始動方式の開発を命じたがキャデラックの開発陣には実現できず、車両用電装品メーカーのデルコを創業していた技術者チャールズ・ケタリングの社外案が採用された。
ケタリングは1910年にコールマンによる電気式スターターの特許を買い取り、自身がNCRで電動キャッシュレジスターに用いたモーター技術を組み入れて改良した。レジスター用のモーターは瞬間的に大きな出力を発生しながら繰り返される負荷に耐える必要があり、その特性は自動車エンジン用のセルモーターとして応用できるものであったためである。1911年までにはキャデラックでのテストを繰り返して実用的なものに改良した。蓄電池を搭載し、イグニッションシステムとあわせて電気式ヘッドライトも組み込まれ、自動車における電装部品の機能を拡大した。ケタリングのシステムでは、セルモーターはエンジンを始動するだけでなく走行時にはバッテリー充電のための発電機となった（セルダイナモ）。これは後年でも一部の自動車では使用されたが、現在はセルモーターと発電機とは個別に独立した装置を搭載するのが一般的となっている。
ケタリングらによるセルモーターは1912年にキャデラックの市販車に搭載され、四輪自動車用として史上初の本格的な電気式スターターシステムとされている。当初は女性向けのオプション装備であったが、数年のうちに米国では代表的な大衆車であるフォード・モデルT（1917年からオプション装備）をはじめとして、ほとんどすべての自動車がセルモーターを装備するようになった。この動向は1920年代にはヨーロッパにも広まり、以降1950年代までの自動車にはセルモーターと非常用の手動クランクを共に搭載するのが一般化した。1960年代以降は電装品の信頼性が向上して手動クランクは併用されなくなった。

## オートバイへの普及
オートバイにおいては、ケタリングがセルモーターを発明する前の年である1910年に、ヴィンセント・ベンディックスがワンウェイクラッチの一種であるベンディックスギアを開発し、スタータークラッチとしてセルモーターに組み合わせた。自動車におけるピニオンギア構造と比較すると小型で、補機を搭載するための空間的な余裕が少ないオートバイの車体にもセルモーターの搭載が可能となった。
一方、小排気量のオートバイの場合はキックスターターなどでも実用上の問題がなく、セルスターターの需要は大排気量車に限られた。小型オートバイに至るまでセルモーターが普及したのは第二次世界大戦後であった。

## レブリダクション

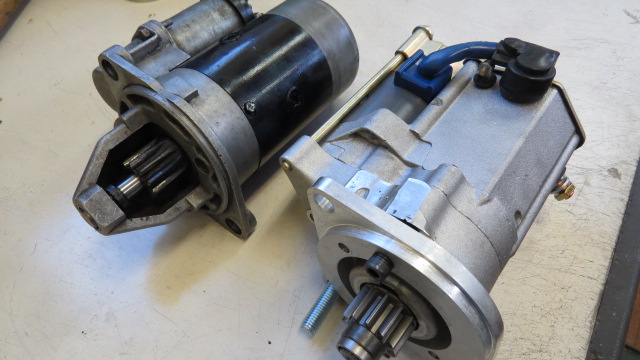
通常タイプとリダクションタイプのセルモーター比較

クランクシャフトを回転させるのに必要なトルクが比較的小さい自動車やオートバイでは、モーターの回転を直接伝達するピニオンがリングギアやプライマリードリブンギアに噛み合わされるが、高いトルクを必要とするエンジンではレブリダクション方式が用いられる場合がある。レブリダクション方式はモーターの回転がギアあるいは遊星ギアによって減速され、トルクが増大されてピニオンに伝達されるタイプのものである。
トラックなどの大型車両やディーゼルエンジン車などエンジンの回転抵抗が大きい車両だけでなく、普通乗用車のオートマチックトランスミッション搭載車のように、クランクシャフトに慣性モーメントが大きいトルクコンバーターが固定されている場合にも多く用いられる。純正でレブリダクション方式のセルモーターを搭載していない車種でも、改造によって圧縮比を高くした場合や排気量を増加させた場合にはクランクシャフトの回転抵抗が増大するため、リダクション方式のセルモーターに交換する場合がある。

## 緊急発進
万一、踏切など速やかに通過しなければならない場面においてエンジンが停止し再始動できない場合、マニュアルトランスミッション車で利用可能な緊急手段として、スターターモーターのトルクで車両を移動させる方法が自動車教習所で用いられる教本に掲載されている。トランスミッションの低いギア（1速か後退）を選び、クラッチを接続したままスタータースイッチを入れることでスターターモーターのトルクを車輪に伝達させる手順であるが、クラッチスタートシステムという安全装置が装備されている車種では利用できない。
モータースポーツの世界では、1988年のル・マン24時間レースでクラウス・ルートヴィッヒの運転するポルシェ・962Cが燃料切れを起こし、スターターモーターで走行してピットに戻った。これは自走してピットに戻れなければリタイアとなるルールのために行われたものである。